# 졸정원

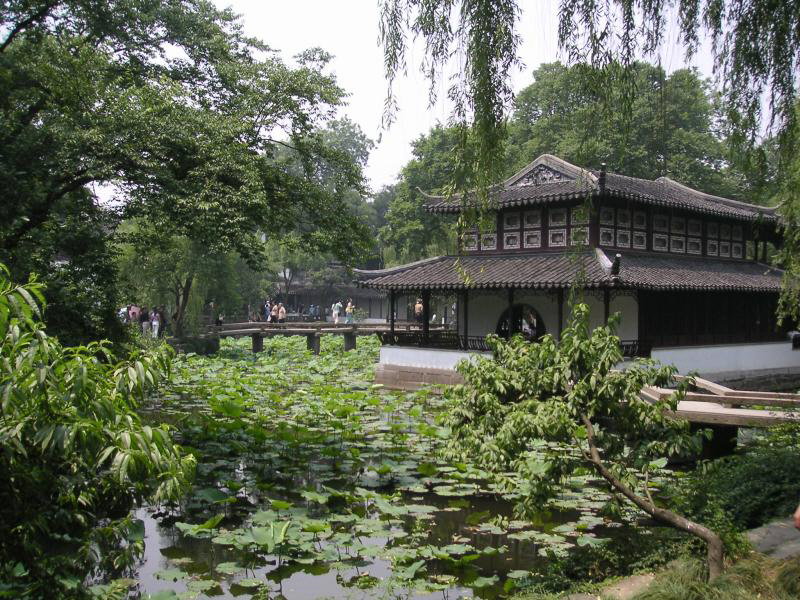
졸정원

졸정원(중국어 간체자: 拙政园, 정체자: 拙政園, 병음: Zhuōzhèng Yuán,Humble Administrator's Garden)은 중국 쑤저우에 있는 정원이다. 동북가 178번지에 자리 잡고 있으며, 51,950 m²의 면적으로 쑤저우에서는 가장 큰 정원 중의 하나이다. 쑤저우의 4대명원 중의 하나로, 중국 강남에서 가장 아름다운 정원 중의 하나로 평가받아왔다.

## 역사
당나라 때 륙귀몽(陸龜蒙, Lu Guimeng)의 개인 사저였고, 원나라 때는 다홍사라는 절이 되었다. 1510년 명나라 때 왕헌신(王獻臣,Wang Xiancheng)이 절을 사들여 개인 정원으로 바꾸었다. 왕헌신의 친구이자 명대의 유명한 화가인 문징명(文徵明, Wen Zhengming)이 전체적인 개조의 디자인을 맡았고, 공사는 16년 후인 1526년에 완공되었다. 완공 후 1526년에 졸정원에 대한 글, <왕씨졸정기(王氏拙政記)>를, 1533년엔 <졸정원도영(拙政園圖詠)>이란 그림도 남겼다. 졸정원(拙政园)이란 이름은 서진(西晉)의 학자 반악(潘岳) <한거부(閑居賦)>에 나오는 말로 '차역졸자지위정야(此亦拙者之爲政也)': 졸자(拙者)가 정치를 하는구나'라는 구절에서 따왔다. '졸저(拙著)', '졸고(拙稿)' 등의 경우와 같이 자신을 스스로 낮추는 경우에 '拙'이란 말을 쓰는데, 따라서 이 거대하고 아름다운 정원을 낮춰부르는 의미이다.
왕헌신 사후, 그의 아들이 도박으로 졸정원을 잃었고, 그 후 계속 주인이 바뀌었고 1631년부터 정원이 동, 중, 서로 쪼개어 팔리기도 했으며 여러 용도로 변용되고 방치되다가, 1949년 세 정원이 다시 하나로 합쳐지고 1952년에 복원되었다. 1997년에는 유네스코에서 지정한 세계문화유산이 되었다.

## 삼부
동부(东部) - 출향관(秫香馆), 부용수(芙蓉榭), 천천정(天泉亭) 및 주출입구 등이 있다.
중부(中部) - 小飞虹(소비홍), 远香堂(원향당), 待霜亭(대상정, 또는 北山亭 북산정)등이 있다.
서부(西部) - 삼십육원앙관(三十六鸳鸯馆), 유은각(留听阁), 부취각(浮翠阁), 여수동좌헌(与谁同坐轩), 탑영정(塔影亭), 파형랑(波形廊) 등이 있다.

## 원향당
|                                                |                              |
| 远香堂(원향당) - 사진 そらみみ (Soramimi,2015) | 문징명의 远香堂(원향당) 1551 |

## 운하
운하도시인 강남운하의 쑤저우에 위치한 졸정원도 졸정원의 옆을 흐르는 소운하를 따라 나룻배를 타고 졸정원의 일부 둘레 외곽을 지나갈수있다.

## 소주박물관
졸정원과 함께  위치한 소주박물관(苏州博物馆)과 졸정원 내에 위치한 소주정원박물관(苏州园林博物馆)은  소주(蘇州,苏州)의 역사와 소주의 정원도시를 이해할 수 있는 박물관이다.

## 중국 소주(蘇州)의 4대정원
- 졸정원
- 유원
- 사자림
- 창랑정

## 같이 보기
- 중국세계유산
- 쑤저우고전원림
- 센트럴파크
- 우시
- 상해